# Ernst Klimt
Ernst Klimt (Vienna, 3 gennaio 1864 – Vienna, 9 dicembre 1892) è stato un pittore austriaco fratello minore di Gustav Klimt.

## Biografia

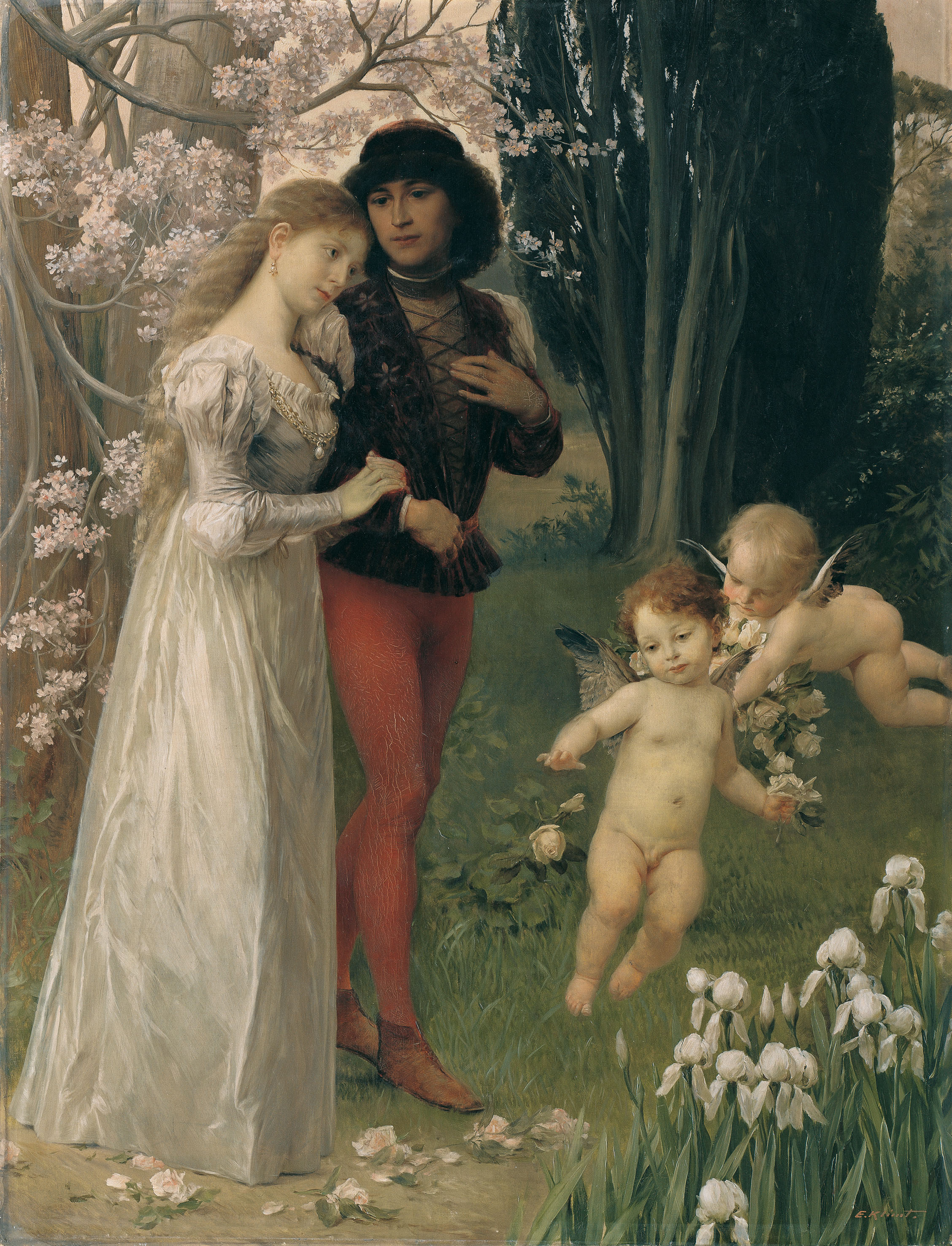
Francesca da Rimini e Paolo (ca. 1890)

Ernst Klimt studiò all'Università di arti applicate di Vienna assieme al fratello e Franz Matsch. Nel 1879, i tre pittori fondarono una comunità di artisti che prendeva il nome di Künstler-Compagnie e che era collocata nel sesto distretto di Vienna, presso 8 Sandwirtgasse. I due fratelli Klimt e Matsch affrescarono pareti e decorarono i soffitti degli edifici di Ringstraße, Liberec, Fiume e Corfù (l'Achilleion di Elisabetta di Baviera). Ernst Klimt morì all'età di ventotto anni, un anno dopo aver sposato Helene Flöge, sorella di Emilie Flöge.